# Mammea angustifolia
Mammea angustifolia är en tvåhjärtbladig växtart som beskrevs av Jules Émile Planchon och Triana. Mammea angustifolia ingår i släktet Mammea och familjen Calophyllaceae. Inga underarter finns listade i Catalogue of Life.